# Lavoro parasubordinato
Con lavoro parasubordinato si indica, nel diritto del lavoro italiano, un rapporto di lavoro che presenta caratteristiche intermedie tra quelle del lavoro subordinato e quelle del lavoro autonomo.
L'istituto ha avuto una propria disciplina dopo l'emanazione del d.lgs. 10 settembre 2003 n. 276, recante attuazione delle deleghe in materia di occupazione e mercato del lavoro, di cui alla legge 14 febbraio 2003, n. 30.
Dal 25 giugno 2015, con la soppressione delle collaborazioni a progetto (co.co.pro.), la forma in vigore di lavoro parasubordinato, per antonomasia, è concretizzata dalle 
collaborazioni coordinate e continuative (co.co.co.). In realtà, a questa occorrerebbe aggiungere la collaborazione permanente, per un solo committente, di un lavoratore autonomo ovvero le cosiddette "false partita iva".

## Evoluzione normativa

### Il Codice civile
Il Codice civile italiano distingue in modo preciso il prestatore di lavoro subordinato - che, ai sensi dell'art. 2094, opera "alle dipendenze o sotto la direzione dell'imprenditore" - dal contratto d'opera, proprio invece del lavoratore autonomo, il quale, come recita l'art. 2222, "si obbliga a compiere... un'opera o un servizio, con lavoro prevalentemente proprio e senza vincolo di subordinazione". Questa dicotomia è poi arricchita dall'appalto, in cui l'obbligo di compiere un'opera o un servizio è assunto da una parte "con organizzazione dei mezzi necessari e con gestione a proprio rischio" (art. 1655), ossia, secondo la communis opinio, nell'ambito di un'attività di impresa appaltatrice.
Restano quindi fuori del Libro V del Codice, se non addirittura da qualsiasi disciplina legale, tutti quei rapporti di lavoro che sono estranei ai modelli economici recepiti, e in certa guisa contrapposti, dal legislatore del 1942: l'industria fordista da un lato, dall'altro la galassia delle botteghe e gli studi professionali. Soltanto il contratto di agenzia riceve una propria disciplina, all'interno del Libro IV: secondo l'art. 1742, con esso "una parte assume stabilmente l'incarico di promuovere, per conto dell'altra, verso retribuzione, la conclusione di contratti in una zona determinata".
In questa definizione vediamo rispecchiata la caratteristica peculiare del lavoro parasubordinato, ossia la compresenza di subordinazione e autonomia. Nessun dubbio che la conclusione dei contratti sia un'attività che non si può svolgere "a catena di montaggio": l'agente, al pari del mandatario e del commissionario, deve godere di una certa autonomia negoziale. E, tuttavia, diversamente da questi, egli si è assunto un incarico stabile: la sua prestazione in favore del preponente - che, di norma, sarà un'impresa commerciale - fa parte di un rapporto destinato a durare. Perciò, il preponente avrà tutto l'interesse a prevedere, nel contratto, forme di controllo sull'attività dell'agente e di verifica dei risultati.

### Dalla riforma del 1973 alla "Legge 30"
La definizione originaria lascia alcuni dubbi:
- Fino a che punto può spingersi il controllo da parte del preponente, senza che si abbia una vera e propria subordinazione?
- Fino a che punto esso è il frutto di una libera negoziazione tra le parti, e non, piuttosto, di un prepotere contrattuale del contraente imprenditore?

Queste domande, pressoché ignorate dal legislatore del 1942, riassumono il senso e il problema sempre aperto del lavoro "parasubordinato": individuare le situazioni concrete che, pur non rientrando nella subordinazione vera e propria, richiedono, oggettivamente, l'applicazione di (alcune) forme di tutela proprie di quella.
Non a caso, il legislatore riconosce questo genere di rapporti e ne fornisce la reductio ad unum proprio con la legge 11 agosto 1973, n. 533, meglio nota come "riforma del processo del lavoro". L'art. 409 c.p.c., enumerando le controversie sottoposte al nuovo rito - considerato mirabile strumento di giustizia sociale - vi comprende anche i "rapporti di agenzia, di rappresentanza commerciale e altri rapporti di collaborazione che si concretino in una prestazione d'opera continuativa e coordinata, prevalentemente personale, anche se non a carattere subordinato" (ivi, n.3).
Orbene, mentre gli agenti e i rappresentanti di commercio sono stati disciplinati dalla legge 3 maggio 1985, n. 204, il vasto settore delle collaborazioni coordinate e continuative (co.co.co.), come ben presto prese a chiamarle la prassi, rimase sprovvisto di una disciplina legale (con l'eccezione, pur non trascurabile, della previdenza): per questo è sorta l'abitudine di parlarne come di lavori o contratti "atipici", spesso con una connotazione negativa.
Proprio a questa atipicità (normativa, non sociologica) ha inteso ovviare il legislatore, con il d.lgs. 276/2003 (cd. "Legge 30"), che, all'art. 61, introdusse il contratto a progetto come tipo contrattuale dei rapporti di co.co.co., diversi dall'agenzia e dalla rappresentanza di commercio.
La prassi, quindi, ha coniato per tali rapporti la nuova sigla di "co.co.pro." (collaborazioni a progetto). Ad ogni modo le collaborazioni co.co.co. sono ancora in vigore e la legge sopraccitata ha regolamentato l'ambito applicativo.

## La posizione della giurisprudenza
La problematicità della definizione di lavoro parasubordinato cui sopra si accennava è ben presente nella giurisprudenza, di legittimità come di merito.
La Cassazione, con sentenza n. 17564 del 1º settembre 2004, affermò la rilevanza esclusivamente processuale del "lavoro autonomo cosiddetto parasubordinato". Da ciò deriva una maggior attenzione nel tratteggiare la linea di demarcazione tra lavoro subordinato e lavoro parasubordinato, posto che la qualificazione della fattispecie concreta ha delle precise conseguenze sul piano del diritto sostanziale da applicare.
La giurisprudenza ha perciò individuato una serie di indici esteriori, dalla cui presenza fa discendere la sussunzione del rapporto sotto la fattispecie di lavoro subordinato, ricorrendo altrimenti alla figura del lavoro autonomo parasubordinato.
Così si è affermato che, pur dietro a relazioni formalmente riconducibili a una collaborazione autonoma, si celano rapporti di lavoro subordinato perché caratterizzati dalla osservanza di un vincolo di orario di lavoro legato alla chiusura dei locali, dall'assoggettamento al potere direttivo e disciplinare del datore di lavoro, dal versamento a cadenze fisse della retribuzione, dalla proprietà degli strumenti di lavoro in capo al datore di lavoro, e dall'assenza di rischio (cfr. Cassazione, 4 febbraio 2002, n. 1420).
Al riguardo, si deve inoltre rammentare  come "l'assoggettamento alle altrui direttive rappresenta l'elemento tipico al quale bisogna riferirsi" (Cass., 19 novembre 1998, n. 11711).

## Caratteristiche
Il lavoratore parasubordinato è una figura a metà strada tra il subordinato e l'autonomo. Non è sottoposto a vincolo gerarchico bensì è gestito in forma coordinata e, spesso, inserita nell'organizzazione dell'imprenditore committente. Rientra in queste forme di collaborazione autonoma il contratto di collaborazione a progetto, detto Co.Co.Pro il quale ha sostituito (a parte alcuni casi specificatamente previsti dalla legge) il precedente contratto di collaborazione coordinata e continuativa, detta Co.Co.Co, ma che, a seguito del Jobs Act, sono stati aboliti (i Cocopro) e restano dunque solo i cococo per limitati casi di utilizzo; esistono altre forme di lavoro parasubordinato.
In realtà, anche il diffuso impiego di addetti, formalmente lavoratori autonomi (in quanto dotati di partita iva) ma utilizzati da un solo committente, è una modalità di lavoro parasubordinato. Sebbene nato e diffuso nel mondo delle libere professioni e del terziario avanzato, questa modalità si è estesa anche negli altri settori.
Anche l'associazione in partecipazione è una modalità di lavoro parasubordinato.
Inoltre, anche l'accordo collettivo nazionale della specialistica ambulatoriale, rinnovato nel 2015, al comma 2 dell'articolo 2  fa riferimento a questa forma di rapporto lavorativo definendo che "gli specialisti ambulatoriali, i veterinari ed i professionisti esercitano un’attività convenzionale operante in regime di parasubordinazione nell’ambito dell’organizzazione del SSN per il perseguimento delle finalità dello stesso SSN."